# Seriebrott
Seriebrott är en brottstyp som innebär att samma gärningsman begår samma handling av brottslig art vid flera tillfällen under en tidsrymd. Brott som när de väl begås som seriebrott, är ofta brott relaterade till stalkning, våldtäkt, mordbrand, mord, sexualmord, stöld och rån.
Seriebrott kan definieras som recidivism, det vill säga återfallsbrott. Från en annan synvinkel kan brottslighet definieras efter personens kriminella karriär, huruvida gärningsmannen är en livsstilskriminell, eller huruvida gärningsmannen är yrkeskriminell. Seriebrott kan utföras både av yrkeskriminella eller livsstilskriminella och i övrigt laglydiga personer. Dock saknar termen "seriebrott" någon tydlig avgränsning, exempelvis beträffande hur många liknande brott personen måste begå under en viss tidsrymd för att det ska betraktas som seriebrott, och hur många övriga brott personen kan begå utan att de liknande brotten snarare tillskrivs ett kriminellt leverne i stället för att definieras som seriebrott. Vanligen krävs minst tre upprepade brott vid skilda tillfällen för att det ska kallas seriebrott. Problemen med avgränsningarna till trots fortsätter kriminaltekniken och gärningsmannaprofileringen att bruka termen "seriebrott", eftersom det finns belägg för att seriebrottslingar, vare sig det rör sig om mordbrand, mord eller annat brott, antas ha ett antal gemensamma psykiska personlighetsdrag. Det finns emellertid också belägg för fundamentala psykiska olikheter mellan seriebrottslingar av olika slags brott, vilka gör den ene till exempelvis mordbrännare och den andre till mördare.
Seriebrottslingar kan ibland bli specialister på sin brottstyp. Så är ofta fallet med seriemördare som inte mördar affektivt utan har en instrumentell stil. Vidare finns så kallade mobila kriminella nätverk som begår organiserade seriebrott av typen mängdbrott såsom inbrott, fickstölder och stöld av motordelar.